# Бейшоара
Бейшоара (рум. Băișoara) — село у повіті Клуж в Румунії. Адміністративний центр комуни Бейшоара.
Село розташоване на відстані 314 км на північний захід від Бухареста, 24 км на південний захід від Клуж-Напоки.

## Населення
За даними перепису населення 2002 року у селі проживали 1082 особи.
Національний склад населення села:
| Національність | Кількість осіб | Відсоток |
| -------------- | -------------- | -------- |
| румуни         | 1077           | 99,5%    |
| угорці         | 5              | 0,5%     |

Рідною мовою назвали:
| Мова      | Кількість осіб | Відсоток |
| --------- | -------------- | -------- |
| румунська | 1077           | 99,5%    |
| угорська  | 5              | 0,5%     |